# Окенийи, Дайо
Дайо Окенийи (англ. Dayo Okeniyi, р. 14 июня 1988, Лагос) — американский актер, наиболее известный ролью Цепа в фильме «Голодные игры».

## Биография
Дайо родился 14 июня 1988 года в Лагосе, Нигерия. Его отец в прошлом работник таможни, а мать учительница литературы, он самый младший из пяти детей в семье. В 2003 году Дайо с семьей переехал в США, сначала в Индиану, а потом в Калифорнию, так как его родители хотели, чтобы их дети получили образование в США.
В 2009 году Дайон получил степень бакалавра по специальности «Дизайн визуальных коммуникаций». После окончания колледжа он решил переехать в Лос-Анджелес, чтобы стать актером.
В 2011 году стало известно, что Дайо выбрали на роль Цепа в фильме «Голодные игры», мировая премьера которого состоялась 12 марта 2012. Перед тем как сыграть в «Голодных играх» Дайо снялся в нескольких короткометражках и играл в местном театре.

## Фильмография
| Год  | Русское название    | Оригинальное название | Роль         | Примечание              |
| ---- | ------------------- | --------------------- | ------------ | ----------------------- |
| 2010 |                     | Eyes to See           |              |                         |
| 2010 |                     | Lions Among Men       | Тао          |                         |
| 2012 | Голодные игры       | The Hunger Games      | Цеп          |                         |
| 2012 |                     | Prairie Dogs          |              |                         |
| 2012 |                     | Slew Hampshire        | Bro          |                         |
| 2013 | Va-банк             | Runner, Runner        | Лайонел      |                         |
| 2014 | Анатомия любви      | Endless Love          | Мейс         |                         |
| 2015 | Терминатор: Генезис | Terminator Genisys    | Дэнни Дайсон |                         |
| 2015 | Оттенки синего      | Shades of Blue        | Майкл Ломан  | 13 эпизодов, телесериал |
| 2016 | Хорошие дети        | Good kids             | Conch        |                         |
| 2021 | Отчаянные аферистки | Queenpins             | Эрл          |                         |
| 2023 | Гипнотик            | Hypnotic              | Ривер        |                         |